# Бугдаев, Илья Эрдниевич
Илья Эрдниевич Бугдаев (28 октября 1938, Малые Дербеты, Калмыцкая АССР — 11 января 2011) — советский и российский государственный, политический и общественный деятель. Председатель Верховного Совета Республики Калмыкия с ноября 1992 по 30 апреля 1993 года.
Профессор кафедры зоотехники аграрного факультета Калмыцкого государственного университета, доктор сельскохозяйственных наук (2000), Заслуженный зоотехник РСФСР, Почётный гражданин Республики Калмыкия.

## Биография
Родился 28 октября 1938 года в селе Малые-Дербеты Малодербетовского района Калмыцкой АССР.
В 1958 году окончил в Красноярском крае Ачинский сельскохозяйственный техникум по специальности зоотехник.
С 1958 по 1962 год служил в Военно-Морском флоте в Литовской и Латышской ССР.
В 1967 году окончил Волгоградский сельскохозяйственный институт по специальности учёный зоотехник. В 1968 году работал главным зоотехником колхоза «Путь к коммунизму» Малодербетовского района Калмыцкой АССР, позже стал директором племенного совхоза «Троицкий» Целинного района.
В 1972—1975 гг. — начальник отдела животноводства — заместитель начальника Объединения совхозов.
В 1975—1979 гг. — начальник производственного управления сельского хозяйства Приозёрного райисполкома.
В 1979—1982 гг. — первый секретарь Приозёрного районного комитета КПСС.
В 1982—1986 гг. — Министр сельского хозяйства Калмыцкой АССР.
В 1986—1989 гг. — первый заместитель Председателя Агропромышленного комитета Калмыцкой АССР.
В 1989—1992 гг. — председатель Правления Калмыцкого Агропромышленного союза.
В 1992 — Министр сельского хозяйства Республики Калмыкия.
В 1992—1993 гг. — Председатель Верховного Совета Республики Калмыкия.
С 30 апреля 1993 по 16 октября 1994 — председатель Временного Парламента Республики Калмыкия.
В 1993—1995 гг. — президент Акционерного общества «Калмыцкая шерсть».
В 1995—1997 гг. — заместитель Председателя Агропромышленного союза Республики Калмыкия.
В 1997—2011 гг. — доцент кафедры разведения и частной зоотехнии, профессор кафедры зоотехнии Калмыцкого государственного университета.

## Научная деятельность
В 2000 году защитил диссертацию на доктора сельскохозяйственных наук в городе Элисте. По специальности «Кормление сельскохозяйственных животных и технология кормов». Название работы: «Научные и практические основы полноценного кормления растущих верблюдиц калмыцкий бактриан».

## Награды
- Заслуженный зоотехник РСФСР
- Медаль «За доблестный труд»
- Орден «Знак Почёта»
- Орден Дружбы народов
- Орден Монгольской Народной Республики
- Серебряная медаль ВДНХ СССР
- Почётный гражданин Республики Калмыкия